# Aya

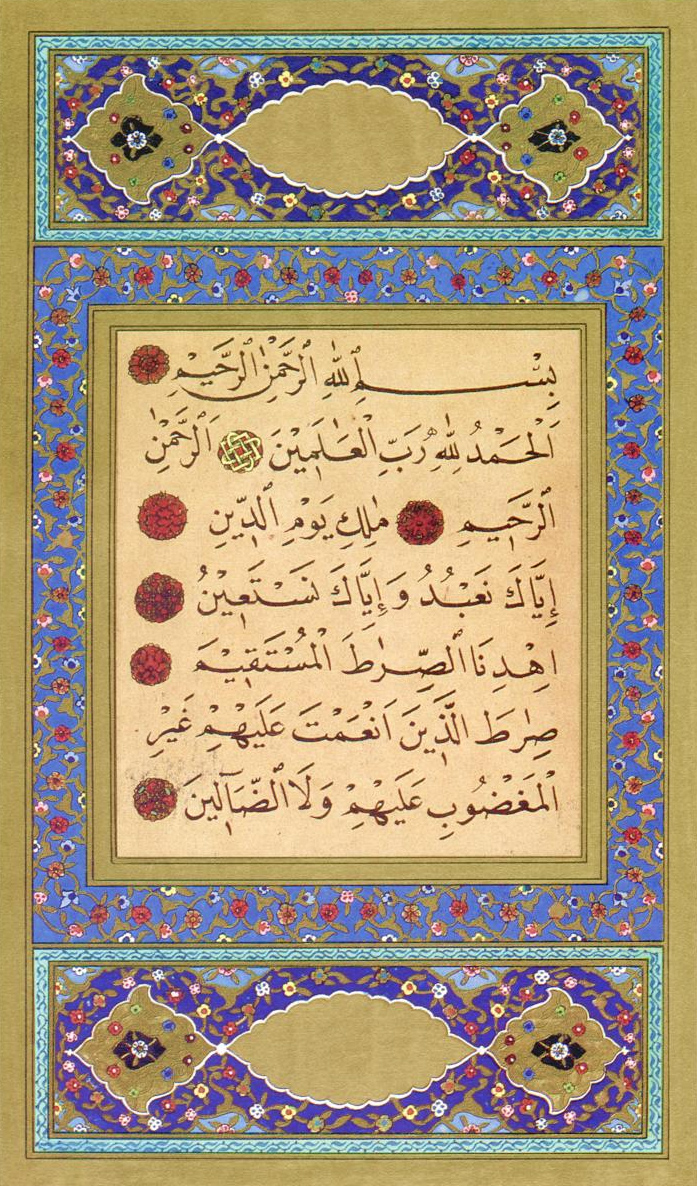
Soera De Opening in een Koranmanuscript

Aya (Arabisch: آية, āyah), meervoud ayat (Arabisch: آيات, āyātun), is een vers uit de Koran.
Het woord aya betekent zoveel als teken of godsbewijs. De verzen van de Koran worden dus tekenen genoemd. De kortste soera's, waaronder de allerkortste (soera De Overvloedigheid), bestaan uit 3 ayat, de langste (soera De Koe) uit 286 ayat.
De gehele Koran bestaat uit circa 6235 ayat. De telling van het totale aantal ayat kan per stroming verschillen. Soms is dat afhankelijk van het meetellen van het basmala of niet. De Ahmadiyya bijvoorbeeld tellen het basmala mee (als eerste aya) wat een groter aantal ayat oplevert. In de 19e eeuw heeft de Duitse oriëntalist Gustav Flügel een indeling van ayat gemaakt die in sommige westerse vertalingen nog gebruikt wordt, hoewel de meeste uitgaven heden ten dage de Egyptische indeling uit 1924 gebruiken. De telling kan tot zeven ayat afwijken.
In de sjiitische titel ayatollah, dat teken van God betekent, komt het woord aya ook voor.